# Fredede fortidsminder i Odsherred Kommune
Denne liste over fredede fortidsminder i Odsherred Kommune viser alle fredede fortidsminder i Odsherred Kommune. Listen bygger på data fra Kulturarvsstyrelsen.